# Ari Belenkiy
Ari Belenkiy (né en 1958) est un mathématicien et historien des sciences ukrainien, qui s'est intéressé notamment aux calendriers.

## Enfance et carrière
Ari Belenkiy est né le 6 juin 1958 à Kharkov, en Ukraine. Il obtient sa Maîtrise universitaire ès sciences (M.Sc.) en mathématiques de l'Université d'état de Donetsk, en Ukraine, en 1980 puis son doctorat en mathématiques à l'Université de Californie à Irvine en 1995. Durant plusieurs années, il enseigne les mathématiques et les statistiques à l'Université Bar-Ilan (Israël). Puis il enseigne les statistiques au BCIT et à l'Université Simon Fraser à Burnaby, Colombie britannique, Canada.

## Travaux
Il a travaillé sur la réforme du Calendrier lunaire que prévoyait Isaac Newton.
Il a étudié les travaux en astronomie de Masha'allah ibn Atharî et de Georges Lemaître.
Belenkiy propose une explication astronomico-calendaire pour le meurtre de la philosophe et mathématicienne Hypatie : les observations équinoxiales qu'elle effectue en 414-415, à la demande du gouverneur Oreste, afin d'établir le jour correct de l'équinoxe de printemps pouvaient saper l'autorité de l'église d'Alexandrie au moment de Pâques, puisque celle-ci utilisait des calculs équinoxiaux basés sur les travaux de Ptolémée.

## Publications
- Ari Belenkiy, « The Novatian 'Indifferent Canon' and Pascha in Alexandria in 414: Hypatia's Murder Case Reopened », Vigiliae Christianae, vol. 70, no 4,‎ 30 septembre 2016, p. 373–400 (DOI 10.1163/15700720-12341264, lire en ligne).
- Ari Belenkiy. "A Unique Feature of the Jewish Calendar – Dehiyot". Culture and Cosmos 6 (2002) 3–22.